# Chrystian Guy
Chrystian Guy, né à Montréal, Québec, le 16 novembre 1970.
Pionnier de l'Internet au Québec,, il est le cocréateur du portail web La toile du Québec, lancée en 1995. Il est également le cofondateur, en 1996, de la compagnie Netgraphe inc.
Il participera à l'entrée en bourse de Netgraphe en 1999, première dotcom canadienne à devenir publique. Il quitte Netgraphe en 2001 pour lancer une nouvelle entreprise: Vertical 7 .
À la suite de l'aventure de Vertical 7, Monsieur Guy fut, en 2007 et 2008, le directeur des sites économiques chez Transcontinental Media où il fut responsable de la refonte du site LesAffaires.com.
Entre 2008 et 2011, il a été directeur du commerce électronique à l'agence Phéromone (VDL2) et fut responsable de plusieurs comptes dont la refonte du site web de l'entreprise Via-Rail en 2009 et 2010.